# Халкидики (ном)
Халкидики́ (греч. Χαλκιδική) — ном в Греции, в Центральной Македонии.
Занимает большую часть полуострова Халкидики. На севере и северо-западе граничит с номом Салоники, а с других сторон омывается Эгейским морем. На территории этого региона расположены полуострова: Кассандра, Ситония и Афон. Столица — Полийирос. Халкидики — центр пляжного туризма в Греции. Также на полуострове находится Петралонская пещера — место обнаружения останков древнейшего человека Европы.